# Рэббит

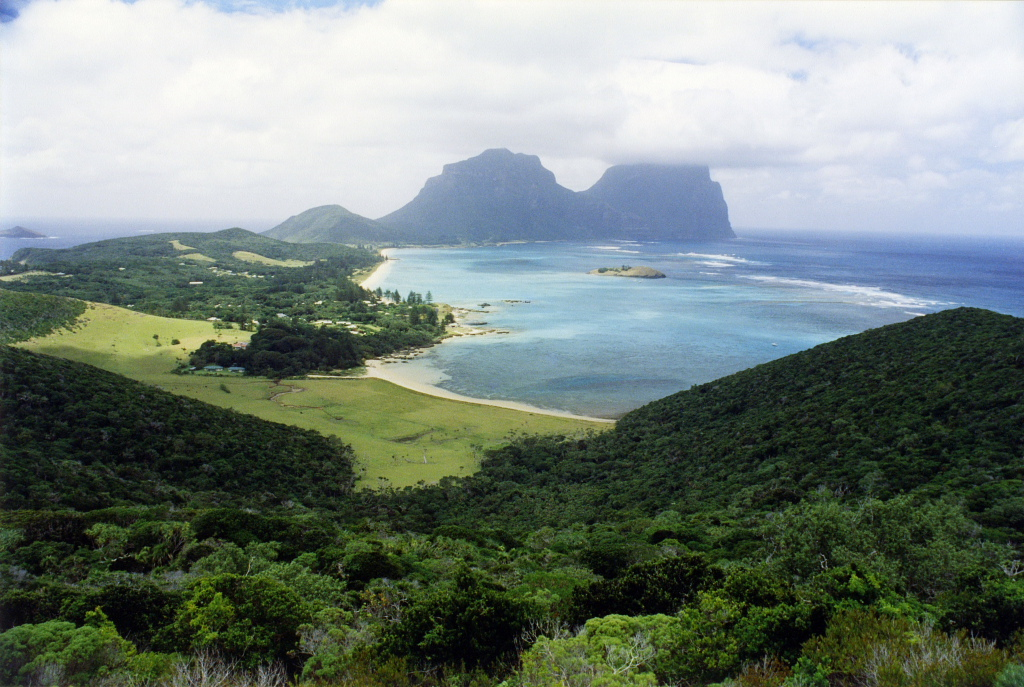
Остров Лорд-Хау, на заднем плане видны горные массивы Лидгберд и Гувер, перед ними коралловый островок Рэббит

Рэ́ббит (англ. Rabbit Island), иногда Блэкбирд (англ. Blackbird Island) — крошечный необитаемый коралловый остров, почти лишённый растительности. Имеет в длину приблизительно 200 метров. Расположен в Тасмановом море в мелководном заливе около западного побережья острова Лорд-Хау, в нескольких сотнях метрах от него. По всей видимости, является самым южным коралловым островом в мировом океане.